# Гёц, Луиза
Луиза Гёц (швед. Louise Götz); 1772 — дата смерти неизвестна), — шведская сценическая актриса. Она принадлежала к ведущим актёрам первого поколения Королевского драматического театра (1788—1805).
Луиза была дочерью Луи Гёца, который был мастером париков в Королевской оперы в Стокгольме. Она вышла замуж за Габриэля Сен-Реми, слугу при королевском дворе, и поэтому получила известность как Луиза Сен-Реми вплоть до своего развода, после которого она называла себя госпожой Гёц.
Как и многие другие из первого поколения актёров Королевского драматического театра, Луиза Гёц была нанята в качестве актрисы в театр Адольфа Фредрика Ристелля, который был основан в 1787 году, и переведена в штат Королевского драматического театра, когда театр Ристеля обанкротился и был преобразован в Королевский драматический театр, основанный в 1788 году.
Луиза Гетц принадлежала к наиболее известным актёрам Королевского театра. Описывавшаяся как красивая и чувственная, она была чрезвычайно популярна в ролях субретки и брючных ролях и получала одну из самых высоких зарплат в театре.
В 1803 году король Швеции Густав IV Адольф пригласил французскую театральную труппу выступить в Стокгольме, и Луиза Гёц, по некоторым сообщениям, вышла замуж за одного из её членов и сопровождала его, когда французская театральная труппа покинула Швецию в 1805 году.